# Kettleby
Kettleby är en ort i Kanada.   Den ligger i provinsen Ontario, i den sydöstra delen av landet, 300 km sydväst om huvudstaden Ottawa. Kettleby ligger 277 meter över havet och antalet invånare är 127.
Terrängen runt Kettleby är platt. Runt Kettleby är det ganska tätbefolkat, med 80 invånare per kvadratkilometer.. Närmaste större samhälle är Vaughan, 20,0 km söder om Kettleby. 
Omgivningarna runt Kettleby är en mosaik av jordbruksmark och naturlig växtlighet.